# Sinaloa (Chiapas)
Sinaloa es una localidad del estado mexicano de Chiapas. Es parte del municipio de Frontera Comalapa.

## Demografía
| Gráfica de evolución demográfica |
|                                  |

| Censo | Población |
| ----- | --------- |
| 1970  | 588       |
| 1980  | 894       |
| 1990  | 1 019     |
| 2000  | 908       |
| 2010  | 1 020     |
| 2020  | 1 087     |